# 考·奈史密斯
考·奈史密斯（英語：Kal Naismith；1992年2月18日—）是一位蘇格蘭足球運動員。在場上的位置是邊鋒。現效力於英甲球隊盧頓。他也代表蘇格蘭各級青年國家足球隊參賽。

## 外部連結
- 足球数据库：Kal Naismith的球员统计数据